# Secretaria General de la Presidència de la Generalitat de Catalunya
La Secretaria General de la Presidència de la Generalitat de Catalunya és la persona que dirigeix la Secretaria General de la Presidència de la Generalitat de Catalunya.
La funcions actuals d'aquest organisme es deriven de les que li atribueix l'article 13 de la Llei 13/1989, de 14 de desembre, d'organització, procediment i règim jurídic de l'Administració de la Generalitat de Catalunya: 
- Actuar com a portaveu del Govern de la Generalitat amb les funcions derivades de l'exercici d'aquesta condició.
- Coordinar la Secretaria de Comunicació i fer el seguiment de les seves actuacions.
- Coordinar l'Oficina del President i fer el seguiment de les seves actuacions.
- Les altres funcions de naturalesa anàloga que li siguin encomanades.

## Llista de Secretaris Generals
- Víctor Torres i Perenya (1948-1954)
- Joaquim Triadú (1996-2000)[1][2]
- Carles Duarte (2000-2003)
- Francesc Homs i Molist (2011-2013)
- Jordi Vilajoana (2013-[3]
- Joaquim Nin i Borredà (2016-2018)
- Meritxell Masó (2018-)[4]